# Œil de Perdrix
Œil de Perdrix (französisch für «Rebhuhnauge») ist ein lachsfarbener Roséwein aus dem Weinbau in der Schweiz, der aus Spätburgundertrauben (franz.: Pinot Noir) gekeltert wird. Der Begriff ist in der Schweiz gesetzlich geschützt.
Œil de Perdrix wurde ursprünglich im Kanton Neuenburg gekeltert, heute wird er auch in anderen Westschweizer Kantonen produziert. Im Kanton Wallis ist der Œil de Perdrix ein Walliser AOC-zertifizierter Roséwein, der aus der Rebsorte Pinot noir stammt und der ausschliesslich mit bis zu 10 % Walliser AOC-Grau- oder Weissburgunder verschnitten werden darf. Die Bezeichnung «Œil de Perdrix du Valais» gilt seit 1963 explizit für einen diesbezüglichen Roséwein aus Pinot-noir-Trauben des Kantons Wallis.
Wenn der italienische Süsswein Vin Santo zu mindestens 50 % aus der Rebsorte Sangiovese gekeltert wird, erhält er die Zusatzbezeichnung «Occhio di Pernice» – was ebenfalls «Rebhuhnauge» bedeutet.

## Trivia
«Œil de Perdrix» ist das französische Pendant von «Hühnerauge», ebenfalls Umgangssprache.